# Pedicularis lapponica
Pedicularis lapponica es una herbácea de la familia Orobanchaceae, antes incluida en las escrofulariáceas.

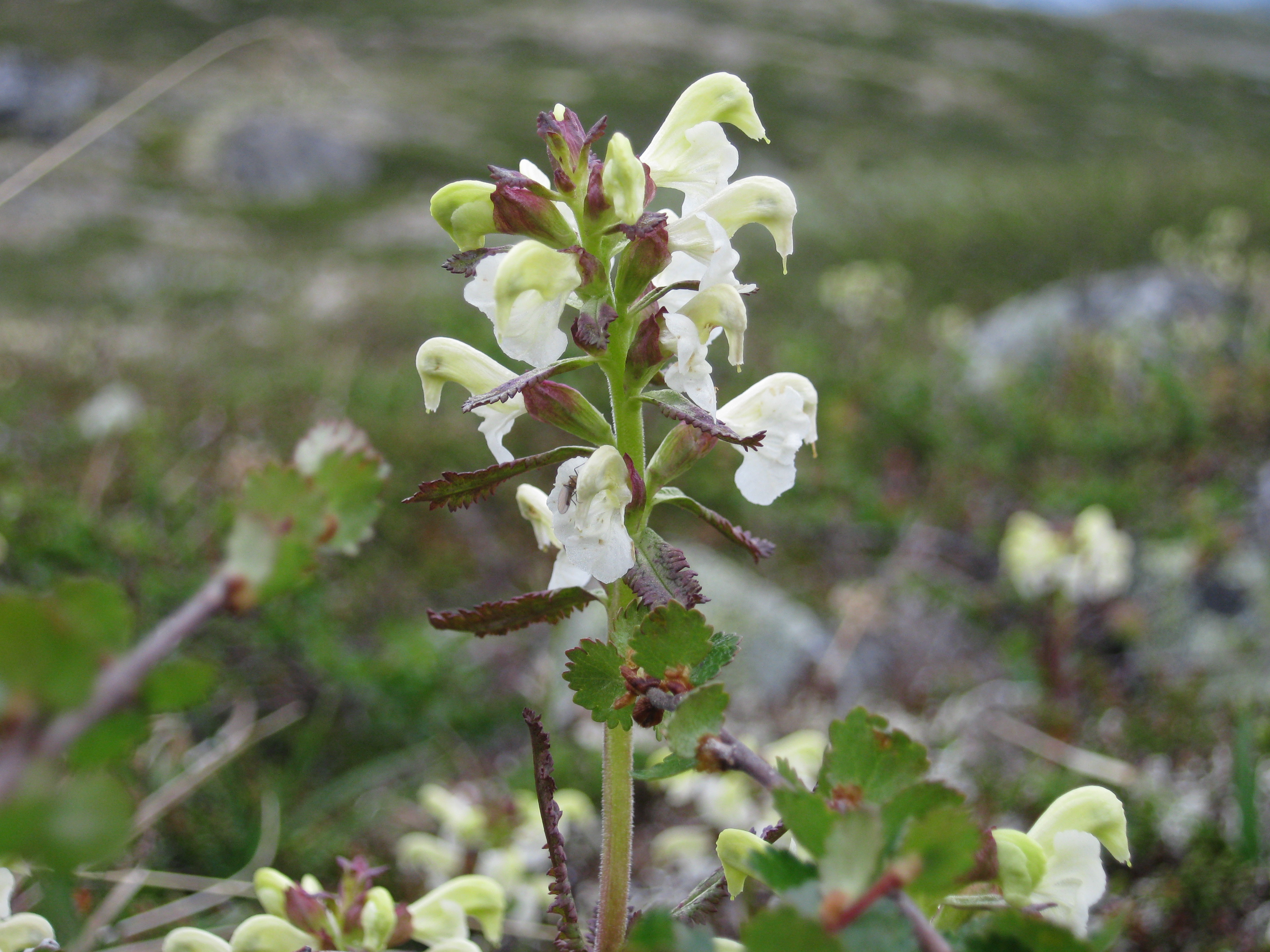
Vista de la planta

## Caracteres
Normalmente perenne de hasta 25 cm, de hojas glabras lineal-lanceoladas, con ligeros lóbulos dentados. Flores amarillo muy pálido, fragrantes, en una inflorescencia redondeada; brácteas más largas que el cáliz. Cáliz escarioso, dividido casi hasta su mitad hacia la base en su lado inferior, glabro. Corola de 14-16 mm, pico corto, labio inferior más corto que el superior. Cápsula curvada. Florece en verano.

## Hábitat
Brezales, tundra seca.

## Distribución
En Finlandia, Noruega, Suecia y Rusia.

## Taxonomía
Pedicularis lapponica fue descrita por Carlos Linneo y publicado en Species Plantarum 600 1753.
Etimología
Pedicularis: nombre genérico que deriva de la palabra latina pediculus que significa "piojo", en referencia a la antigua creencia inglesa de que cuando el ganado pastaba en estas plantas, quedaban infestados con piojos.
lapponica: epíteto geográfico que alude a su localización en Laponia.